# Église Saint-Laurent de Saligny
L'église de Saligny est une église située à Saligny, en France.

## Localisation
L'église est située dans le département français de l'Yonne, sur la commune de Saligny.

## Description
Une cour intérieure garnie d'un clocher, à l'extrémité basse gauche, précède l'entrée dans l'église en elle-même. 

## Historique
L'édifice, construit au xvie siècle, est classé au titre des monuments historiques en 1979 pour ses peintures de la voûte, et inscrit également en 1979 pour ses façades et toitures.